# Mate Boban
Mate Boban anhörenⓘ (* 12. Februar 1940 in Sovići, zu Grude, Königreich Jugoslawien; † 7. Juli 1997 in Mostar, Bosnien und Herzegowina) war ein führender Politiker der Kroaten in Bosnien-Herzegowina während des Bosnienkrieges. Als Mitgründer und Parteichef der Kroatischen Demokratischen Union in Bosnien und Herzegowina (HDZ BiH) und Verbündeter des kroatischen Staatspräsidenten Franjo Tuđman (1922–1999) war er Präsident der Kroatischen Republik Herceg-Bosna. Er galt als Hardliner und extrem nationalistisch.

## Leben

### Vorkriegszeit
Im Alter von 18 Jahren wurde er Mitglied der Kommunistischen Partei Jugoslawiens (KPJ). Boban erhielt eine höhere Ausbildung in Ökonomie sowie wichtige Positionen in staatlichen jugoslawischen Unternehmen und lokalen Parteigremien. Der ausgebildete Ökonom galt als höriger Bürger des kommunistischen Staatsapparates und Spitzel der UDBA, des Jugoslawischen Geheimdienstes. Schon damals beeinflusste er in Bosnien die Leute durch seine Redebegabung. Doch war er gegen die Idee des multikulturellen Staates und bevorzugte eine Abspaltung der Volksgruppen nach Ethnie und Religion auf klar gegliederte Territorien. Nach seiner Auffassung sollte das kroatische Gebiet Zentralbosnien, die Region Posavina und den westlichen Teil der Herzegowina umfassen. Wegen Unterschlagung, nach seiner Darstellung aufgrund seiner kroatisch-nationalen Einstellung, kam er mit dem kommunistischen Regime in Konflikt.

### Kriegszeit
Mit dem Zerfall Jugoslawiens, als das Mehrparteiensystem und freie Wahlen Einzug hielten und wenig später der Bosnienkrieg ausbrach, setzte er sich an die Spitze der bosnischen HDZ (Hrvatska Demokratska Zajednica, Kroatische Demokratische Gemeinschaft), einer Mitte-rechts-Partei. Die in Kroatien aktive HDZ war Regierungspartei in Kroatien und unterstützte ihre bosnischen Parteikollegen. Bobans Radikalisierung während des Krieges und die Idee einer Para-Republik Herceg-Bosna oder sogar des Anschlusses an Kroatien belasteten das Verhältnis zu den Bosniaken. Schon früh sah er eine Abspaltung der kroatischen militärischen Kräfte von den bosniakischen als unerlässlich an. 1992 wurde die serbische Offensive auf Kupres erfolgreich von kroatischen und bosniakischen Truppen mit Unterstützung Franjo Tuđmans, des damaligen Präsidenten Kroatiens, zurückgeschlagen. Am 6. Mai 1992 traf Boban sich mit Radovan Karadžić (* 1945), dem damaligen politischen Führer des serbischen Parastaats in Bosnien und Herzegowina, um mit ihm das Land territorial zweizuteilen. Das Treffen in Graz blieb aber auf Grund internationalen Drucks ergebnislos. In der Kroatenrepublik innerhalb von Bosnien-Herzegowina hatte er auch Widersacher, die Anhänger von Stjepan Kljuić (* 1939). Diese sahen sich nicht als Kroaten, die in Bosnien lebten, sondern als in Bosnien lebende Katholiken. Diese Gruppierungen fühlten sich daher Sarajevo und nicht Mostar verpflichtet.

### Nachkriegszeit

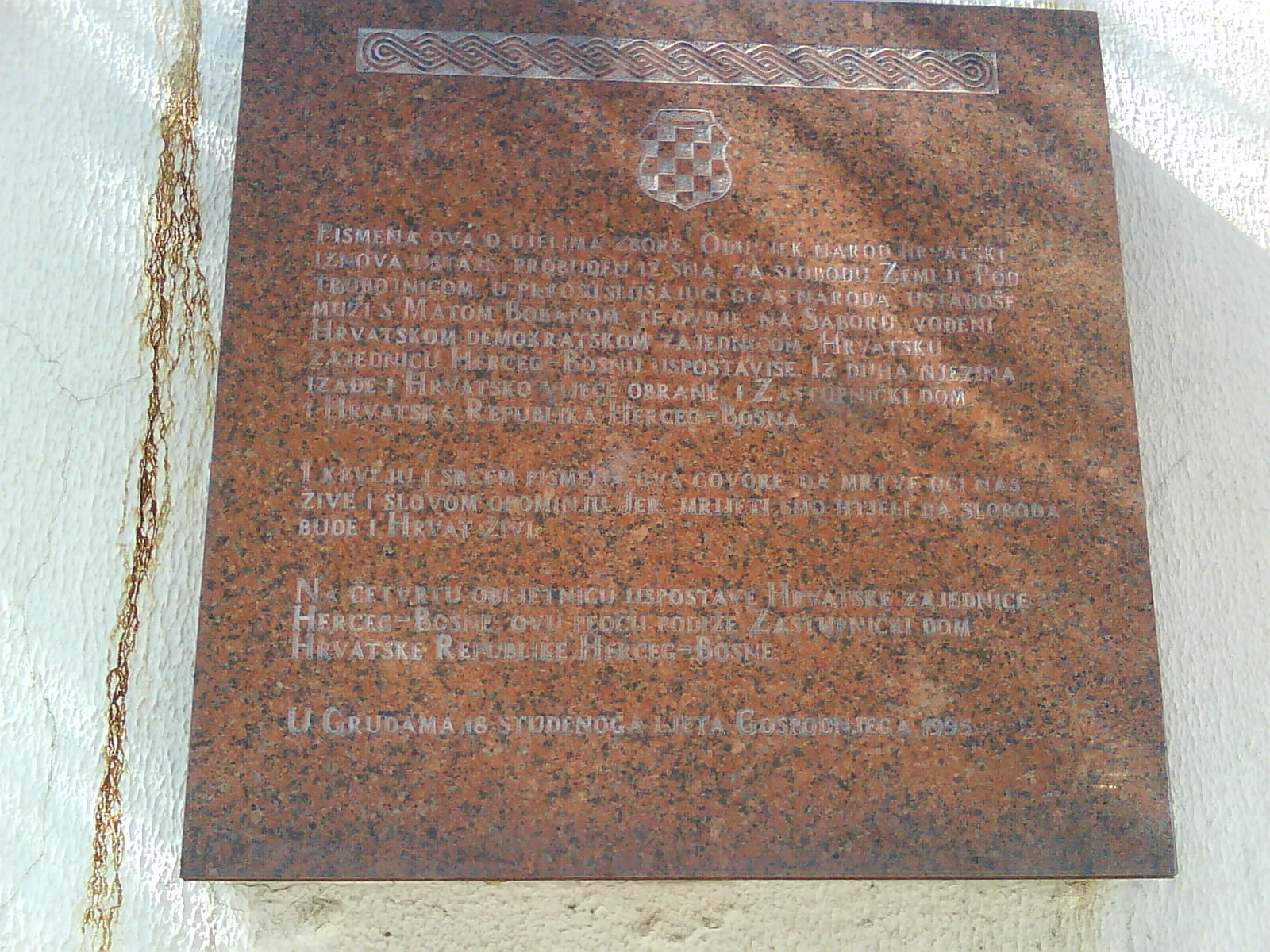
Gedenktafel in der Mate-Boban-Straße (Ulica Mate Bobana) in Grude

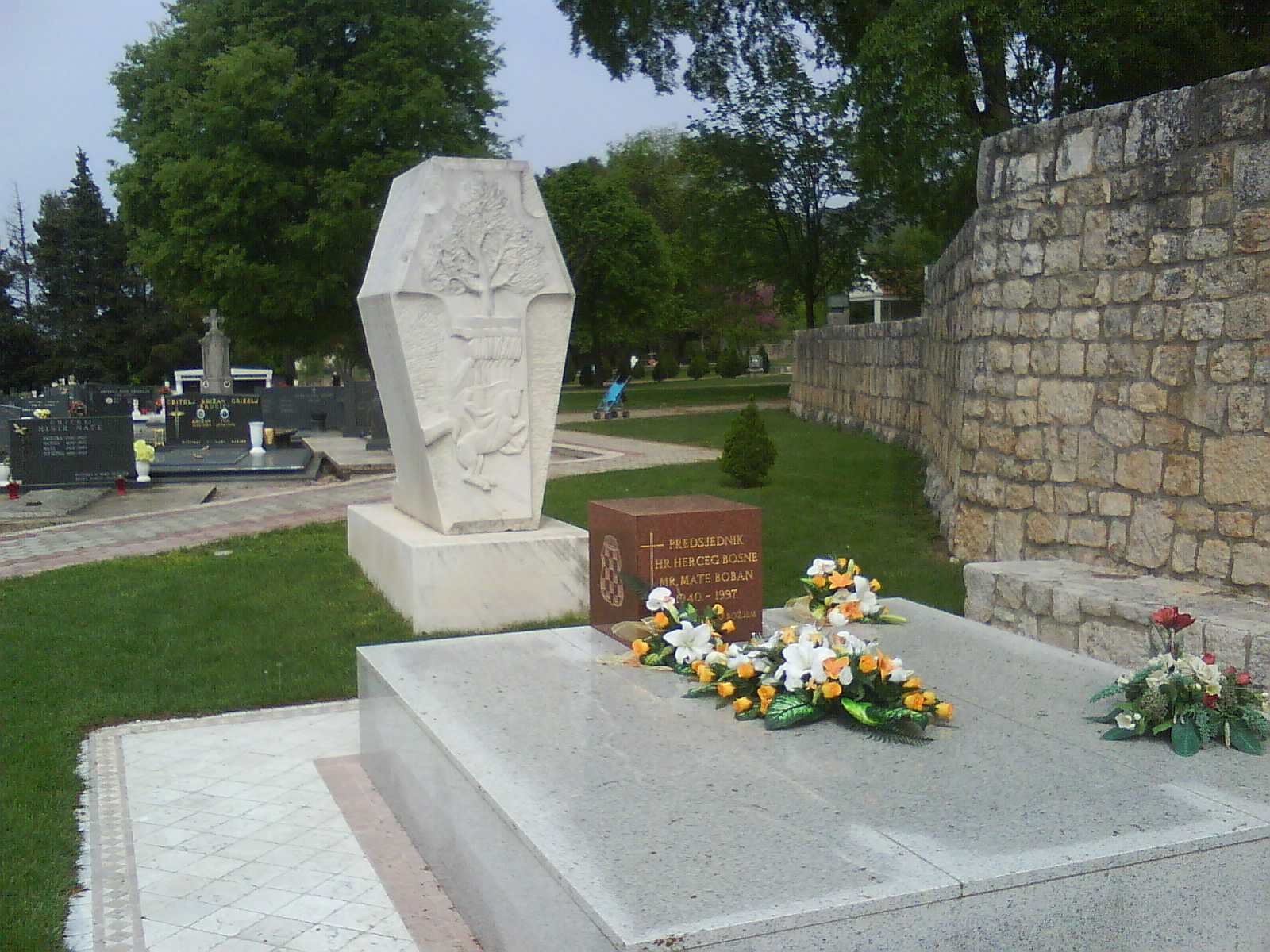
Mate Bobans Gruft (Grude-Gorica)

Mate Boban erzielte eine Einigung über eine Föderation der Kroaten und Bosniaken mit dem Führer der Bosniaken Alija Izetbegović. Die beiden unterzeichneten am 25. März 1993 den UNO-Friedensplan. Noch während der Verhandlungen zum Washingtoner Abkommen zur Gründung der Bosnisch-Kroatischen Föderation in Bosnien und Herzegowina musste Boban am 20. Dezember 1993 auf der Sitzung des Zentralausschusses der HDZ BiH von seinem Amt als Vorsitzender zurücktreten. Boban behielt jedoch informell bis zu seinem Tod die Kontrolle. Die Unterzeichnung des Washingtoner Abkommens am 2. März 1994 führte zum Waffenstillstand im Kroatisch-bosniakischen Krieg. Die Strukturen der Republik Herceg-Bosna blieben längerfristig erhalten, doch sank der Einfluss Bobans nach dem Daytoner Abkommen, welches das Ende des Bosnienkrieges bedeutete, stetig. Einige Politiker, die mit ihm das Kabinett der Regierung des Staates bildeten, wurden vom Haager Kriegsverbrechertribunal verurteilt, weil ihnen Vertreibungen nicht-kroatischer Zivilisten auf dem damaligen Territorium der Republik zugeschrieben wurden. Im Alter von 57 Jahren erlitt Mate Boban am 4. Juli 1997 einen Schlaganfall und verstarb drei Tage später in einem Hospital in Mostar.